# Chile nos Jogos Olímpicos de Verão de 1920
O Chile competiu nos Jogos Olímpicos de Verão de 1920 na Antuérpia, Bélgica.

## Atletismo
Dois atletas representaram o Chile em 1920. Foi a terceira participação do país no esporte, tendo competido no Atletismo em todas as ocasiões em que o país disputou as Olimpíadas. O melhor resultado da delegação foi o 16º lugar de MacKey nas Eliminatórias do Lançamento de dardo.
Posições dadas de acordo com a eliminatória.
| Atleta        | Eventos            | Eliminatórias | Eliminatórias | Quartas-de-final | Quartas-de-final | Semifinal | Semifinal | Final     | Final   |
| Atleta        | Eventos            | Resultado     | Posição       | Resultado        | Posição          | Resultado | Posição   | Resultado | Posição |
| ------------- | ------------------ | ------------- | ------------- | ---------------- | ---------------- | --------- | --------- | --------- | ------- |
| Juan Bascunan | Maratona masculina | N/A           | N/A           | N/A              | N/A              | N/A       | N/A       | 3:17:47.0 | 33      |

| Atleta        | Evento              | Classificatória | Classificatória | Final       | Final       |
| Atleta        | Evento              | Resultado       | Posição         | Resultado   | Posição     |
| ------------- | ------------------- | --------------- | --------------- | ----------- | ----------- |
| Arturo Medina | Lançamento de dardo | 43.9            | 16              | Não avançou | Não avançou |